# Maurice Failevic
Maurice Failevic, né le 14 août 1933 dans le 4e arrondissement de Paris et mort le 27 décembre 2016 dans le 14e arrondissement de Paris,,, est un réalisateur et scénariste de la télévision et du cinéma français et militant communiste.
Il est principalement connu pour les téléfilms De la belle ouvrage (1970), Gouverneurs de la rosée (1976), 1788 (1978), C'était la guerre (1992) et Jusqu’au bout (2004).

## Biographie
Après un baccalauréat de philosophie, il entame une licence de droit et anime le ciné-club universitaire de la Sorbonne tout en préparant l’IDHEC dont il sort diplômé en 1957. En 1962, il entre comme assistant réalisateur à la RTF aux côtés d'Henri Spade et de Jacques Krier. 
En 1967, pour l'émission Les femmes aussi, Éliane Victor lui confie la réalisation de son premier film sur l’histoire d’une femme médecin à la campagne, puis de son second film consacré au quotidien de Renée Delanches, institutrice en poste depuis deux ans dans un village de Haute Ardèche (Faire l’école à Conges en Ardèches). Entre le village, les cinq enfants de la classe unique et le couple Delanches, le réalisateur témoigne de l'évolution de la ruralité et de la pédagogie à la veille de 1968. Les documentaires qu'il réalise jusqu'en 1970 lui valent de nombreux prix (le prix de la critique, le prix Albert Ollivier) et marquent à jamais sa façon de préparer et de faire des films. 
Après cette période, il devient réalisateur de fictions pour le cinéma et pour la télévision.
Cinéaste, téléaste et cinéphile, il se fait pédagogue en prenant la direction du département réalisation de la FEMIS entre 1986 et 1995.
Maurice Failevic rejette les principes et les théories générales. Il qualifie ses méthodes de travail de « cuisine personnelle ». Il semble pourtant que son travail repose sur l'enquête, le rapport à l'Autre et à la société. Ainsi, il se refuse d'écrire pour un comédien. En revanche, il se repose sur une famille de création composée principalement de Georges Orset (cadrage), Charlie Gaêta (éclairage), Tamani Berkani (maquillage) et Claude Fréchède (montage), Michel Portal (musique). Par l’image, Maurice Failevic et Georges Orset intègrent dans la fiction une esthétique toute documentaire en privilégiant la force des plans longs à l'utilisation des effets.

## Fables de Maurice
Maurice Failevic revendique le terme de fable pour les téléfilms qu’il produit. Comme le conteur, il prend appui sur la réalité. Qu’il s’agisse de Les Sangliers (1976), Les Saltimbanques (1980), ou Le Jardinier récalcitrant, l'esthétique du documentaire lui permet de faire voyager les spectateurs aux confins de fiction et de la réalité. Son cinéma n’est pas un cinéma de certitudes. Il interpelle vigoureusement les structures sociales et les modes de vie.

## Filmographie
Scénariste
- 1970 : De la belle ouvrage
- 1973 : Juliette
- 1974 : L'Engrenage
- 1976 : Les Sangliers[4]
- 1975 : Anne-Marie ou quelque chose d'autre[5]
- 1976 : Journal d'un prêtre ouvrier
- 1980 : Les aventures d'Yvon Dikkebush

Réalisateur
- 1968 : Naissance d'un spectacle, un événement ordinaire, documentaire télévisé
- 1968 : A la campagne : un médecin de 28 ans, documentaire télévisé pour Les femmes aussi
- 1969 : Faire l'école à Congés en Ardèche, documentaire télévisé pour Les femmes aussi
- 1969 : Les enfants du Francien : la Louisiane[6], documentaire télévisé pour Portrait de la francophonie : XXe siècle
- 1970 : De la belle ouvrage, téléfilm
- 1970 : Derniers mineurs en Aveyron, documentaire télévisé pour Provinciales
- 1971 : Être chercheur[7], documentaire télévisé pour Eurêka
- 1972 : Je suis Vincent le Hollandais[8], film documentaire
- 1972 : Patrick et Sylvie 9 ans[9]
- 1972 : Madinina, la fête des fleurs
- 1972 : Patrick et Sylvie 9 ans : On s'est d'abord écrit[10], documentaire télévisé pour Du côté des enfants
- 1973 : Le Petit garage, documentaire télévisé pour Lieux communs
- 1973 : Juliette
- 1973 : Les Agriculteurs[11], documentaire télévisé pour Réalité fiction
- ? :  Fables pour le futur, documentaire télévisé pour Futurs
- ? : Paysans du Languedoc au XVIIIe siècle aujourd'hui, documentaire télévisé
- 1974 : L'Engrenage
- 1975 : Anne-Marie ou quelque chose d'autre[5]
- 1976 : Gouverneurs de la rosée
- 1976 : Les Sangliers[4]
- 1976 : Les Visiteurs du dimanche soir[12], émission télévisée
- 1976 : Journal d'un prêtre ouvrier pour l'émission Cinéma 16
- 1977 : Au jour le jour, documentaire télévisé pour La saga des Français[13]
- 1977 : 1788 pour l'émission Les Dossiers de l'écran
- 1977 : Portrait de Belmondo dans Pour le cinéma
- 1978 : Le Franc-tireur, scénario de Jean-Claude Carrière
- 1978 : La Boîte
- 1980 : Les aventures d'Yvon Dikkebush
- 1981 : Le Cheval vapeur pour l'émission Les Dossiers de l'écran
- 1981 : Les Saltimbanques pour l'émission Cinéma 16 scénario de Jean-Louis Comolli
- 1982 : Le Jardinier récalcitrant, scénario de Jean-Claude Carrière
- 1982 : Sur un même bateau
- 1984 : L'Héritage avec Fernand Ledoux
- 1985 : Le Ravi avec Pierre Maguelon
- 1985 : L’Écho avec Serge Reggiani
- 1987 : Bonne chance Monsieur Pic ! avec Guy Bedos
- 1987 : Le premier qui dit non[14] scénario de Didier Daeninckx
- 1992 : C'était la guerre (téléfilm) coréalisateur Ahmed Rachedi
- 2000 : La Laïque
- 2005 : Jusqu’au bout
- 2011 : L'Atlantide, une histoire du communisme, réalisé avec Marcel Trillat

## Distinctions
- Prix de la critique en 1971 pour De la belle ouvrage.
- Prix de la critique en 1975 pour Gouverneurs de la rosée.
- Prix Futura en 1983 pour Le Jardinier récalcitrant.
- FIPA d'or en 1993 pour C'était la guerre.
- Prix SACD de la télévision en 2001
- Fipa d'argent en 2005 pour Jusqu'au bout.
- Prix SACD en 2005 pour Jusqu'au bout.